# Valea Seacă (Nicolae Bălcescu), Bacău
Valea Seacă (în maghiară Bogdánfalva) este un sat în comuna Nicolae Bălcescu din județul Bacău, Moldova, România.

## Istoric
Este unul dintre cele mai vechi sate catolice din Moldova. A fost atestat documentar în anul 1420, în timpul domniei lui Alexandru cel Bun. Locuitorii își numeau satul Bogdánfalva.
În secolul al XV-lea au fost atestați husiții din Ungaria și Boemia, alungați de regele Sigismund de Luxemburg și inchizitorul general, franciscanul Jacob de Marchia, ce au fugit, în anul 1420, în Moldova și s-au așezat: sașii la Cotnari, iar maghiarii la Faraoani, Valea Seacă, Bacău și prin apropiere.
Misionarul Marco Bandini în lucrarea sa Visitatio generalis omnium ecclesiarum catholicarum romani ritus in Provincia Moldaviae din 1648 a amintit că sunt 55 de maghiari și un număr inegal de români.
Satul a fost vândut de Petru Șchiopul lui Paos vornicul. Acesta a trecut în posesia fiilor săi Ionașco, Pătrașco și Gavrilaș, care l-au vândut logofătului Dumitrașcu Ștefan.
Parohia a fost înființată în anul 1778. În 1884 a fost construită o biserică din lemn și cărămidă, pe locul alteia mai vechi. În 1888-1889 a fost reconstruită din cărămidă și piatră în stil romanic.
La începutul secolului al XIX-lea satul a intrat în stăpânirea hatmanului Constantin Palade, și existau atunci 103 case din cărămidă, 87 din bârne și șase din stuf.
În Războiul de Independență s-au remarcat doi eroi din sat: soldații Cată Andrieș și Farcaș Mihai din Regimentul 13 Călărași, căzuți în luptele de la Grivița (30 august 1877).
La sfârșitul secolului al XIX-lea satul, cu o populație de 1172 de locuitori, era reședința comunei cu același nume, având o populație de 2939 locuitori în total în Valea Seacă, Albeni, Florești, Buchila, Galbeni și Bălțata. Avea o școală mixtă, înființată în anul 1865 și 4 biserici, din care 3 romano-catolice. Biserica ortodoxă din satul Valea Seacă a fost construită în 1848 de prințul Wittgenstein.
Principalul proprietar de terenuri era Lucia de Schönburg-Waldenburg, mama prințesei Sofia de Schönburg-Waldenburg.
De pe teritoriul comunei se exploata piatră de construcție.
În perioada interbelică dialectul ceangăiesc încă era utilizat, existând femei care nu vorbeau deloc în limba română sau care vorbeau foarte rău. Lingvistul Gustav Weigand, în timpul cercetărilor sale, a fost nevoit să vorbească în limba maghiară cu sătenii.
Biserica catolică a fost afectată de cutremurele din 1940 și 1977, ce au cauzat căderea turnului. Între 1978 și 1984 aceasta a fost refăcută prin preotul Ioan Caităr, fiind consacrată de administratorul diecezan Petru Gherghel în 1988. Are lungimea de 40 m, lățimea de 13 m și înălțimea navei de 10 m, iar a turnului de 27 m, având hramul „Nașterea Sfintei Fecioare Maria”.
În 1931 comuna a primit denumirea de Ferdinand după un nou sat apărut pe teritoriul ei, format în mare parte de locuitorii din Valea Seacă, deși reședința rămânea la Valea Seacă; satele componente atunci erau Albeni, Buchila, Dămoc, Ferdinand, Florești, Frăsinoaia, Galbeni, Lărguța, Rujinca și Valea Seacă.
După instaurarea regimului comunist comuna a primit numele de Nicolae Bălcescu, la fel ca noul sat de reședință (fost Ferdinand) și din 1950 a trecut în administrarea raionului Bacău din regiunea Bacău. În 1968 a revenit la județul Bacău, reînființat, preluând și satele comunei Sărata, care a fost desființată. Tot atunci, au fost desființate și satele Albeni și Florești, comasate cu satul Valea Seacă.
În cimitirul satului, zona Buchila, există o biserică despre care tradiția populară susține că este tot atât de veche ca și cea din cimitirul de la Faraoani, fiind construită din bârne de stejar, este lungă de 15 m, lată de 6 m și înaltă de 5 m. În raza satului Valea Seacă mai sunt două capele: una pe dealul Bozdos, închinată sfinților „Constantin și Elena”, construită în anul 1888 de către pr. Petru Neuman, cu concursul prințului Eugen Schönburg, posesorul pădurilor din împrejurimi. În anul 1937 locuitorii au refăcut capela din cărămidă și beton armat. O a doua capelă se află pe dealul Albenilor, Măgura și poartă hramul „Înălțarea lui Isus la cer”.